# Mekenim Kyrgyzstan
Mekenim Kyrgyzstan (en kirghize : Мекеним Кыргызстан, Ma Patrie le Kirghizstan) est un parti politique kirghiz pro-Jeenbekov dirigé par la famille Matraimov.

## Historique
Le parti est créé en 2015 dans le sud du Kirghizistan. Les activités du parti sont alors très locales et l'organisation est peu connue. Malgré le fait que le parti ne soit pas originellement lié aux Matraimov — puissante famille du sud du pays basée à Agartuu et menée par Raïymbek Matraimov —, Mekenim est de facto le parti de ses derniers pendant les élections d'octobre 2020.
En août 2020, le parti Ata-jourt est absorbé par Mekenim Kyrgyzstan. Au soir de l'élection, le parti arrive second par une faible marge derrière son allié Birimdik, parti associé à une autre puissante famille du sud, les Jeenbekov, dont est issue le président de la République. Parmi les participants aux élections législatives, Mekenim est le parti ayant le plus grand nombre de candidats condamnés par la justice, mais dans la foulée des manifestations post-électorales, les résultats sont annulés.

## Membres notables
Parmi les candidats pour les élections législatives de 2020 se trouvent:
- Mirlan Amanturov
- Mirlan Bakirov
- Iskender Matraimov

## Résultats
| Année | Voix    | %     | Rang | Sièges   | +/- |
| ----- | ------- | ----- | ---- | -------- | --- |
| 2020  | 475 372 | 24,27 | 2e   | 45 / 120 | Nv  |